# 段傳良
段傳良（1963年4月—），中国民營企业家，香港上市公司中國水務集團（港交所：855）主席。
段傳良，1963年4月出生于河南省鹿邑縣，1984年畢業於華北水利水電學院農業專業，畢業後曾在中國水利部工作10年，後於20世紀90年代下海創業，創辦銀龍集團，投資電子業、地產業、酒店、辦公大樓及供水系統等，成為一名民營企業家。2003年，段傳良收購陷入財政問題的易達興業（中國水務集團(0855.HK)前身），並悉數出售電子業務及非核心資產，進行債務重組，及將旗下水務投資注入，將公司更名為中國銀龍集團。隨後，公司大舉收購廣東、河南及江西等地的水務公司，並於2005年正式更名為中國水務集團。

## 相關連結
- 中國水務 防沙漠化　千朝大業 （页面存档备份，存于）
- 前水利部官員介入易達興業 （页面存档备份，存于）